# Ярки-Рубежный
Ярки-Рубежный — хутор в Калачёвском районе Волгоградской области России. Входит в состав Бузиновского сельского поселения.

## История
По состоянию на 1933 год хутор входил в состав Бузановского сельсовета Калачёвского района Нижне-Волжского края. В период между 1951 и 1954 годами Ярки-Рубежный являлся частью Верхне-Царицынского сельсовета. В 1954 году снова вошёл в состав Бузановского сельсовета.

## География
Хутор находится в южной части Волгоградской области, на левом берегу реки Донская Царица, на расстоянии примерно 33 километров (по прямой) к юго-востоку от города Калач-на-Дону, административного центра района. Абсолютная высота — 78 метров над уровнем моря.

Климат классифицируется как влажный континентальный с тёплым летом (согласно классификации климатов Кёппена — Dfa).
Часовой пояс
Хутор Ярки-Рубежный, как и вся Волгоградская область, находится в часовой зоне МСК (московское время). Смещение применяемого времени относительно UTC составляет +3:00.

## Население
| 2010 |
| ---- |
| 175  |

Гендерный состав
По данным Всероссийской переписи населения 2010 года в гендерной структуре населения мужчины составляли 48,6 %, женщины — соответственно 51,4 %.
Национальный состав
Согласно результатам переписи 2002 года, в национальной структуре населения русские составляли 61 %.

## Инфраструктура
В населённом пункте функционируют начальная школа, сельский клуб и фельдшерско-акушерский пункт.

## Улицы
Уличная сеть хутора состоит из пяти улиц.